# Gransebieth
Gransebieth ist eine Gemeinde im Süden des Landkreises Vorpommern-Rügen im Land Mecklenburg-Vorpommern und gehört zum Amt Recknitz-Trebeltal.

## Geografie und Verkehr
Gransebieth liegt in einer Niederung, etwa zwölf Kilometer südwestlich von Grimmen und etwa acht Kilometer südöstlich von Tribsees. Die Trebel bildet die Nordgrenze und der Ibitzgraben, welcher hier in die Trebel mündet, die Westgrenze der Gemeinde. Der Winkel zwischen beiden Wasserläufen bei Zarrentin ist bewaldet. Es gibt keine größeren Seen im Gemeindegebiet.
Die durch das Gemeindegebiet führende A 20 ist über die Anschlussstelle Grimmen-West (ca. 5 km) zu erreichen.

## Ortsteile
Die Ortsteile der Gemeinde sind:
- Brönkow
- Gransebieth
- Kirch Baggendorf
- Zarrentin

Die Gemeinde war bis 1952 Teil des Landkreises Grimmen und gehörte danach bis 1994 zum Kreis Grimmen im Bezirk Rostock.

## Geschichte
Gransebieth gehörte bis zum 17. Jahrhundert zum Herzogtum Pommern. Nach dem Dreißigjährigen Krieg bis 1815 gehörte die Gegend zu Schwedisch-Pommern und danach zur preußischen Provinz Pommern. Das Gutshaus Gransebieth wurde in der 2. Hälfte des 19. Jahrhunderts erbaut, die Familie Albrecht wurde 1945 entschädigungslos enteignet. Das Gutshaus wurde als Schule genutzt und steht heute leer.
Kirch Baggendorf wurde ab dem Ende des 12. Jahrhunderts durch deutsche Siedler besiedelt. Baggendorf selbst wurde erstmals 1242 urkundlich erwähnt. Vermutlich bauten im 13. Jahrhundert um 1240 die Zisterziensermönche die Kirche Kirch Baggendorf aus Feldsteinen und ergänzten sie im 14. oder 15. Jahrhundert durch den Turm. Im 13. Jahrhundert besaß der Ritter Egertus Bekendorpe das Rittergut. Ab 1802 befindet sich das Gut im Besitz von Anton Gustav Mevius und ab 1857 bis mindestens 1874 von Ferdinand von Tigerström. Um 1880 erwarb Herr Bodinus das Rittergut.  Nach seinem Tode führte seine Frau den Betrieb weiter.
Im Jahr 1927 erfolgte der Bau des heutigen Gutshauses für Anna Bodinus nach Brand des alten Gutshauses. Kurz darauf musste sie Konkurs anmelden und das Gut wurde durch die Pommersche Landgesellschaft aufgesiedelt. Das Restgut erwarb Herr Rückert, der mit seiner Familie das Gutshaus bewohnte. Nach 1945 waren im Gutshaus die russische Kommandantur, danach Flüchtlinge und später auch eine Verkaufsstelle untergebracht sowie ab 1972 die Schule.
Nach dem Zweiten Weltkrieg zog erst die russische Kommandantur in das Gutshaus ein, später kamen hier Flüchtlinge unter und es diente bis 1972 als Verkaufsstelle, für kommunale Zwecke und für Dienstleistungsbetriebe, wie Standesamt, Bürgermeisterei, Polizeistation und Friseursalon. Nach einer Modernisierung zog ab 1972 eine Schule ein.
2012 fanden sich für das Gutshaus bei einer Versteigerung neue Eigentümer.

## Wappen, Flagge, Dienstsiegel
Die Gemeinde verfügt über kein amtlich genehmigtes Hoheitszeichen, weder Wappen noch Flagge. Als Dienstsiegel wird das kleine Landessiegel mit dem Wappenbild des Landesteils Vorpommern geführt. Es zeigt einen aufgerichteten Greifen mit aufgeworfenem Schweif und der Umschrift „GEMEINDE GRANSEBIETH“.

## Kultur und Sehenswürdigkeiten

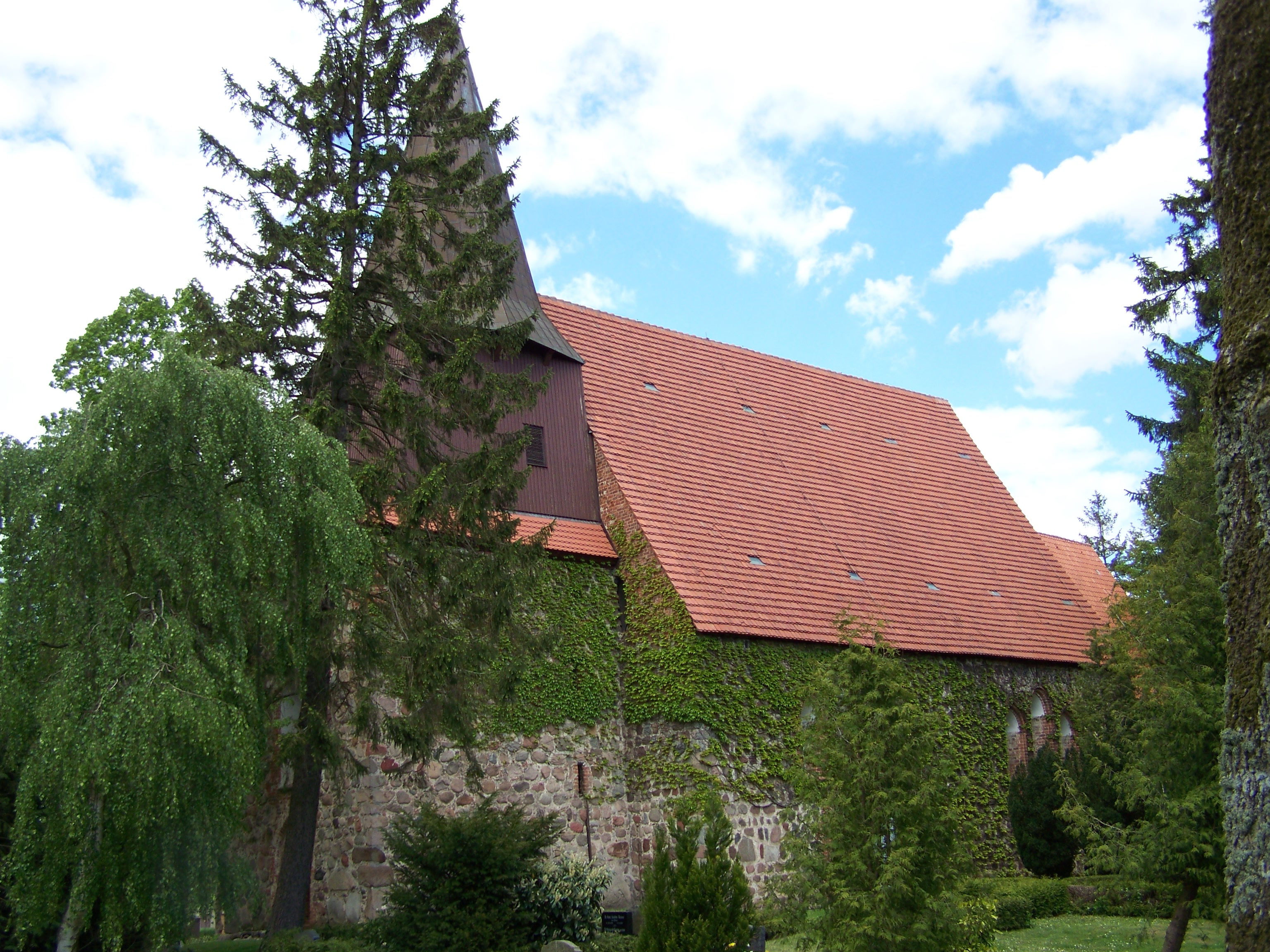
Kirche in Kirch Baggendorf

- Schulmuseum in Kirch Baggendorf mit Gedenkstätte des Ornithologen und Schmetterlingskundlers Alexander von Homeyer
- Kirche Kirch Baggendorf: Feldsteinkirche aus der Mitte des 13. Jahrhunderts in Kirch Baggendorf
- Ehrenfriedhof in Kirch Baggendorf für vier unbekannte sowjetische Kriegsgefangene
- „Langen Berg“ eine besondere eiszeitliche Bildung aus Kies und Sand bei Kirch Baggendorf
- Gutshaus Kirch Baggendorf: Zweigeschossiger Putzbau von 1927 mit Walmdach und Mittelgiebel
- Turmhügel Kirch Baggendorf
- Freibad Kirch Baggendorf